# Maculauger kokiy
Maculauger kokiy é uma espécie de gastrópode do gênero Maculauger, pertencente a família Terebridae.